# Regierung W. T. Cosgrave IV
Die Regierung W. T. Cosgrave IV war der dritte Exekutivrat des Irischen Freistaats, sie amtierte vom 23. Juni bis zum 11. Oktober 1927.
Bei der Parlamentswahl am 9. Juni 1927 verlor die seit 1923 regierende Cumann na nGaedheal (CG) 16 Sitze, blieb aber mit 47 von 155 Sitzen stärkste Partei und stellte weiterhin die Regierung.
William Thomas Cosgrave wurde am 23. Juni mit 68 zu 22 Stimmen vom Dáil Éireann (Parlament) als Präsident des Exekutivrats wiedergewählt. Die Minister wurden am gleichen Tag vom Dáil gewählt. Die Ernennung der Mitglieder des Exekutivrats erfolgte durch Generalgouverneur Timothy Michael Healy. Alle Mitglieder der Regierung gehörten Cumann na nGaedheal (CG) an.
Ein Misstrauensvotum am 15. August endete mit 71 zu 71 Stimmen unentschieden, woraufhin die Stimme des Parlamentsvorsitzenden den Ausschlag zu Gunsten der Regierung gab. Daraufhin wurden für den 15. September Neuwahlen angesetzt, bei denen Cumann na nGaedheal 15 Sitze dazugewann.

## Zusammensetzung
| Minister                                                       | Minister                | Minister | Minister          | Minister | Minister           |
| Amt                                                            | Name                    | Partei   | Amtszeit          | Amtszeit | Amtszeit           |
| -------------------------------------------------------------- | ----------------------- | -------- | ----------------- | -------- | ------------------ |
| Präsident des Exekutivrats                                     | William Thomas Cosgrave | CG       | 23. Juni 1927     | –        | 11. Oktober 1927   |
| Vizepräsident des Exekutivrats                                 | Kevin O’Higgins         | CG       | 23. Juni 1927     | –        | 10. Juli 1927      |
| Vizepräsident des Exekutivrats                                 | Ernest Blythe           | CG       | 14. Juli 1927     | –        | 12. Oktober 1927   |
| Außenminister                                                  | Kevin O’Higgins         | CG       | 23. Juni 1927     | –        | 10. Juli 1927      |
| Außenminister                                                  | William Thomas Cosgrave | CG       | 14. Juli 1927     | –        | 12. Oktober 1927   |
| Bildungsminister                                               | John M. O’Sullivan      | CG       | 23. Juni 1927     | –        | 12. Oktober 1927   |
| Finanzminister                                                 | Ernest Blythe           | CG       | 23. Juni 1927     | –        | 12. Oktober 1927   |
| Minister für Fischerei                                         | Fionán Lynch            | CG       | 23. Juni 1927     | –        | 12. Oktober 1927   |
| Minister für Industrie und Handel                              | Patrick McGilligan      | CG       | 23. Juni 1927     | –        | 12. Oktober 1927   |
| Justizminister                                                 | Kevin O’Higgins         | CG       | 23. Juni 1927     | –        | 10. Juli 1927      |
| Justizminister                                                 | William Thomas Cosgrave | CG       | 14. Juli 1927     | –        | 12. Oktober 1927   |
| Minister für Land und Landwirtschaft                           | Patrick Hogan           | CG       | 23. Juni 1927     | –        | 12. Oktober 1927   |
| Minister für lokale Verwaltung und Gesundheit                  | Richard Mulcahy         | CG       | 11. Oktober 1927  | –        | 3. April 1930      |
| Minister für Post und Telegraphie                              | James J. Walsh          | CG       | 23. Juni 1927     | –        | 12. Oktober 1927   |
| Verteidigungsminister                                          | Desmond FitzGerald      | CG       | 23. Juni 1927     | –        | 24. Juni 1927      |
| Verteidigungsminister                                          | William Thomas Cosgrave | CG       | 24. Juni 1927     | –        | 08. September 1927 |
| Verteidigungsminister                                          | Desmond FitzGerald      | CG       | 8. September 1927 | –        | 12. Oktober 1927   |
| Parlamentarische Sekretäre                                     |                         |          |                   |          |                    |
| Amt                                                            | Name                    | Partei   | Amtszeit          | Amtszeit | Amtszeit           |
| Parlamentarischer Sekretär beim Präsidenten des Regierungsrats | Eamonn Duggan           | CG       | 24. Juni 1927     | –        | 11. Oktober 1927   |
| Parlamentarischer Sekretär beim Finanzminister                 | James Burke             | CG       | 24. Juni 1927     | –        | 11. Oktober 1927   |
| Parlamentarischer Sekretär beim Minister für Fischerei         | Martin Roddy            | CG       | 24. Juni 1927     | –        | 11. Oktober 1927   |
| Parlamentarischer Sekretär beim Justizminister                 | James FitzGerald-Kenney | CG       | 13. Oktober 1927  | –        | 3. April 1930      |
| Parlamentarischer Sekretär beim Verteidigungsminister          | Eamonn Duggan           | CG       | 24. Juni 1927     | –        | 11. Oktober 1927   |

## Umbesetzungen
Kevin O’Higgins wurde am 10. Juli 1927 ermordet. Die Leitung des Außen- und Justizministeriums wurde von Präsident William Thomas Cosgrave übernommen, neuer Vizepräsident wurde Finanzminister Ernest Blythe.